# Caesarea in Palaestina
Caesarea in Palaestina (łac. Diœcesis Cæsariensis in Palæstina) – stolica historycznej archidiecezji w Cesarstwie Rzymskim (prowincja Palestyna), współcześnie w Palestynie. Pierwszym wzmiankowanym biskupem tej archidiecezji był Teofil (II w.), dalsze wzmianki sięgają aż do VI wieku. W XII–XIII wieku była archidiecezją zarządzaną przez hierarchów Kościoła rzymskokatolickiego. W XV wieku reaktywowano ją jako arcybiskupstwo tytularne, od 1967 nie posiada ona biskupa. W 1927 roku papież Pius XI utworzył także melchicką diecezję tytularną pod tą samą nazwą.

## Arcybiskupi tytularni

### Arcybiskupi rzymskokatoliccy
| Lp. | Biskup                                  | Od                   | Do                  |
| --- | --------------------------------------- | -------------------- | ------------------- |
| 1   | Zikmund Albík                           | 12 lutego 1413       | 23 sierpnia 1427    |
| 2   | Zweder van Kuilenburg                   | 10 grudnia 1432      | 21 września 1433    |
| 3   | Guterio Gómez                           | 1 kwietnia 1446      | 1447                |
| 4   | Alain L’Épervier OFM                    | 16 stycznia 1451     | brak danych         |
| 5   | Heinrich Kalteisen OP                   | 1459                 | 2 października 1465 |
| 6   | Jakub OSB                               | 5 marca 1488         | brak danych         |
| 7   | Franciszek OCist.                       | 3 października 1489  | 1496                |
| 8   | Rinaldo Orsini                          | 10 października 1508 | brak danych         |
| 9   | Alderico Billiotti                      | 1 czerwca 1523       | brak danych         |
| 10  | Antonio Lorenzini                       | 4 czerwca 1568       | 2 grudnia 1575      |
| 11  | Pedro Manso                             | 9 lutego 1609        | brak danych         |
| 12  | Antonio Maria Trigona                   | 17 grudnia 1819      | 1835                |
| 13  | Carlo Emmanuelle Sardagna de Hohenstein | 21 lutego 1839       | 12 stycznia 1840    |
| 14  | Juan Manuel de Irrizarri y Peralta      | 27 kwietnia 1840     | 27 marca 1849       |
| 15  | Jakub Bosagi CAM                        | 11 września 1855     | 1 października 1883 |
| 16  | Antonio Agliardi                        | 23 września 1884     | 3 grudnia 1896      |
| 17  | Pietro Gasparri                         | 12 lutego 1898       | 19 grudnia 1907     |
| 18  | Vincenzo Sardi di Rivisondoli           | 10 kwietnia 1908     | 11 sierpnia 1920    |
| 19  | Luigi Maglione                          | 1 września 1920      | 18 czerwca 1936     |
| 20  | Luigi Traglia                           | 20 grudnia 1936      | 28 marca 1960       |
| 21  | Dino Staffa                             | 3 września 1960      | 29 czerwca 1967     |

### Arcybiskupi melchiccy
| Lp. | Biskup              | Od               | Do              |
| --- | ------------------- | ---------------- | --------------- |
| 1   | Cyrille Riza        | 20 czerwca 1927  | 6 maja 1954     |
| 2   | Gabriel Abou-Saada  | 28 kwietnia 1961 | 1 marca 1965    |
| 3   | Hilarion Capucci BA | 30 lipca 1965    | 1 stycznia 2017 |